# Barbu Ștefănescu Delavrancea
Barbu Ştefănescu Delavrancea; seudónimo de Barbu Ștefan; 11 de abril de 1858 en Bucarest − 29 de abril de 1918 en Iași) fue un escritor y poeta rumano, considerado una de las figuras más importantes de Los Despertares Nacionales de Rumanía.

## Primeros años y estudios
Barbu Ștefănescu Delavrancea nació el 11 de abril de 1858 en el pueblo de Delea Nouă, el cual es, actualmente, un suburbio de Bucarest. Era el noveno hijo de Ștefan Tudorică Albu y Lana (Loana). Su padre creció en Vrancea. Fue asignado a Sohatu, Ilfov, por lo que dejó Vrancea para irse a Bucarest y convertirse en el dirigente de los trabajadores de carreteras que transportaban materiales de Giurgiu y Oltenița. Su madre era una viuda de Postovari llamada Stana, de la finca Filipescu.
Pasó los primeros años de su vida con su padre, en ese entonces aprendió a leer y a escribir con el sacerdote Ion Pestreanu de La Nueva Iglesia de San Jorge. En 1866, Barbu se matriculó en el segundo curso de la Escuela de chicos n.º 4. El profesor Spirache Dănilescu le añadió el sufijo "-escu" al apellido de su padre, y por eso cuando posteriormente se hizo escritor, mantuvo el nombre Barbu Ștefănescu. En 1867 se transfirió a la Escuela Real, donde cursó tercero y cuarto. Fue al instituto en Gheorghe Lazăr durante el primer curso, y cursó los otros siete en St. Sava. En 1878 se matriculó en la Facultad de Derecho en Bucarest. Después de obtener su título (1882) fue a París para la especialización, pero no pudo conseguir su doctorado.

## Actividad literaria

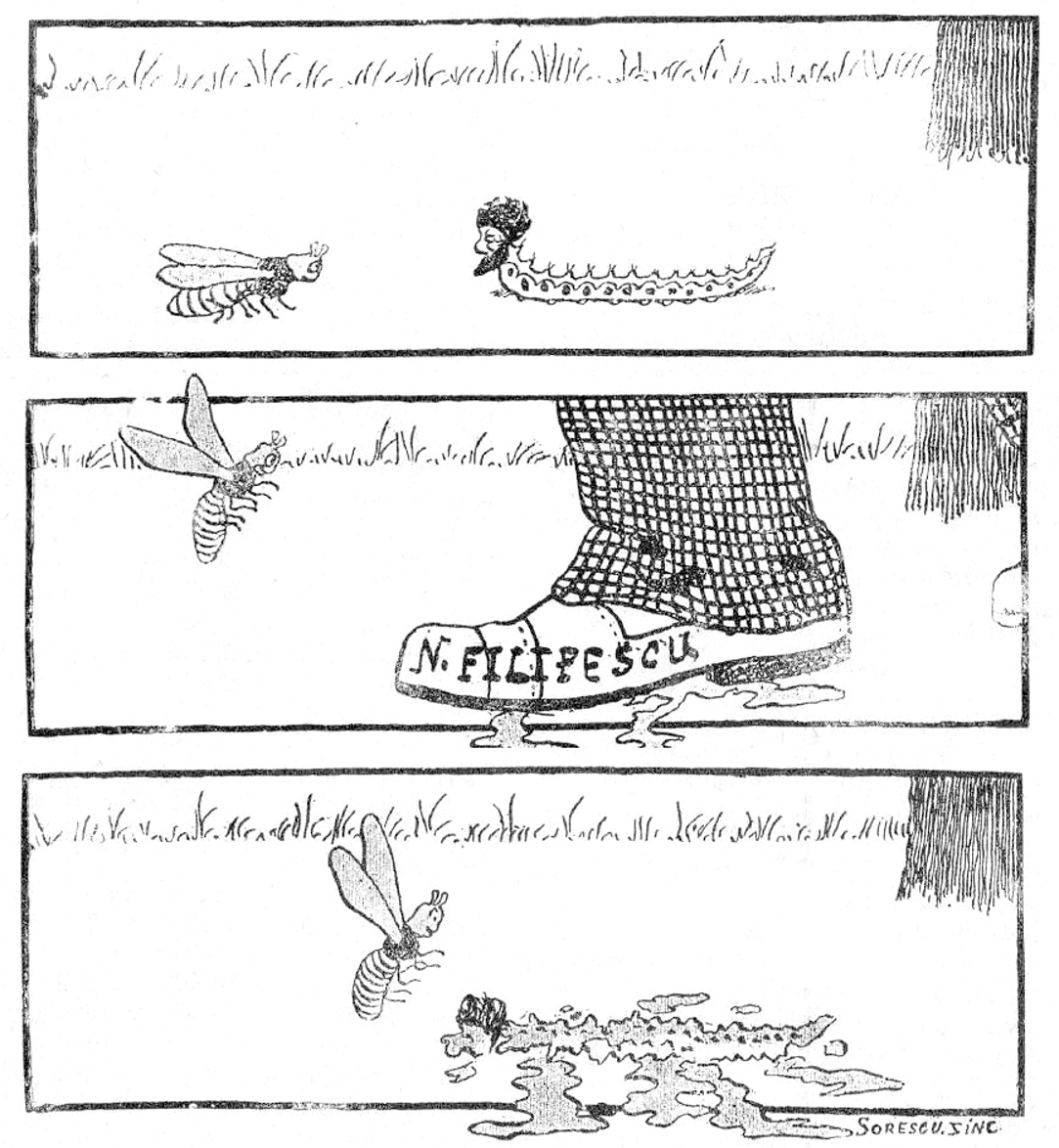
La historieta que apunta Barbu Ştefănescu Delavrancea.

Debido a su trabajo extremadamente laborioso, en 1912 se convirtió en un miembro titular de la Academia de rumano. Barbu Ștefănescu Delavrancea se desarrolló en diferentes actividades: fue profesor sustituto en la Facultad de Letras de la Universidad de Bucarest, periodista, abogado (es famoso el juicio Caion, donde se juzgó a Ion Luca Caragiale por la autoría de la obra de teatro La Calumnia (Năpasta). Para entrar al tribunal y escuchar los argumentos de los abogados, se tenía que tener una invitación), y escritor (novelista, poeta y dramaturgo).
Su trabajo como publicista consistió en la colaboración con los periódicos România Liberă y Epoca (desde 1884), del cual era editor; en 1887, durante un corto periodo de tiempo, lideró Lupta Literară, y al año siguiente se convirtió en editor de la revista de Bogdan Petriceicu Hasdeu, llamada Revista Nouă y fue colaborador de Democrația y Voințun națională; desde 1893 empezó a trabajar en Literatura și științun de Constantin Dobrogeanu-Gherea. Otras publicaciones en las que trabajó fueron: Revista Literară, Familia, Românul.
Se inició en la literatura en 1877 con el poema patriótico Stanțe, que forma parte del poemario Poiana lungă, donde firmó como Barbu, y en 1883 debutó como novelista con Sultănica, siguiendo con la obra Bunicul, Bunica, Domnul Vucea y, especialmente, con Hagi Tudose (1903). Al año siguiente publicó bajo el seudónimo "Delavrancea". Trabajó con el folklore,  publicando diversos cuentos: Neghiniță, Palatul de cleșalquitrán, Dăparte, dăparte, Moș Crăciun, etc.
Barbu Ștefănescu Delavrancea es extensamente conocido especialmente por su trilogía histórica: Apus de soare (1909), Viforul (1910), Luceafărul (1910), de inspiración romántica.

## Vida política
Como político, es conocido por haber ocupado diferentes cargos políticos:
- Alcalde de Bucarest (1899 – 1901),
- Ministro de Obras Públicas (29 de diciembre de 1910 – 27 de marzo de 1912),
- Ministro de Industria y Comercio (10 de julio de 1917), diputado.[8]